# 土井典
土井 典（どい のり、生年非公開 - 2017年）は、日本の女性美術家・球体関節人形作家である。日本の球体関節人形制作のパイオニアの一人であり、主にFRPを用いて肥満体の球体関節人形を制作した。
なお、『婦人倶楽部』昭和45年2月号では貞操帯の権威として「土井典子」と紹介されているほか、土井の個展「エロティックな函」のパンフレットで澁澤龍彦が「土井典子」と紹介している。

## 経歴
新潟県新潟市生まれ。1955年、女子美術大学図工科卒業。1955年から1975年までマネキン会社に勤め、メイキャップ等を担当。
1968年から1970年まで、澁澤龍彦責任編集の雑誌『血と薔薇』に小道具制作で参加。同誌第2号の表紙に用いられた貞操帯は土井の手によるものである。
1974年より個展・企画展等多数。

## 作品と交流
澁澤龍彦の書斎にある、腹部を中心に上下に脚が伸びたハンス・ベルメールの人形のレプリカと、雑誌『別冊新評 澁澤龍彦の世界』に「44年、土井氏作の人形を愛するようになる」とキャプションを付けて掲載された等身大の少女のマネキンは、澁澤の依頼によって1968年に土井が制作したものである。同誌には土井が制作した模造男根を装着して踊る半裸の澁澤の写真が見開きで掲載されている。
寺山修司が所蔵した「大山デブ子」人形は、土井が制作したものを寺山が購入したものであった。土井の個展「王国の虜囚」には寺山が推薦文を寄せている。
土方巽の舞踏公演「肉体の叛乱」で用いられた男性器の張形は土井が制作した。

## 著書
- 土井典『葡萄色の乳房』ペヨトル工房、1986年6月7日。doi:10.11501/12707298。ISBN 4-89342-047-X。OCLC 673726307。
- 土井典『偽少女 = La fausse fille』論創社、2003年6月20日。ISBN 4-8460-0434-1。OCLC 675934537。